# Luis Gerardo Venegas
Luis Gerardo Venegas Zumarán (San Luis Potosí, 1984. június 21. –) mexikói labdarúgó, az Atlas hátvédje.

## Mérkőzései a válogatottban
| Mexikó | Mexikó              | Mexikó                                     | Mexikó           | Mexikó   | Mexikó   | Mexikó     | Mexikó | Mexikó  |
| #      | Dátum               | Helyszín                                   | Hazai            | Eredmény | Vendég   | Kiírás     | Gólok  | Esemény |
| ------ | ------------------- | ------------------------------------------ | ---------------- | -------- | -------- | ---------- | ------ | ------- |
| 1.     | 2014. szeptember 9. | Commerce City, Dick's Sporting Goods Park  | Mexikó           | 1 – 0    | Bolívia  | barátságos | 0      |         |
| 2.     | 2014. október 12.   | Santiago de Querétaro, Estadio Corregidora | Mexikó           | 1 – 0    | Panama   | barátságos | 0      |         |
| 3.     | 2014. november 18.  | Bariszav, Bariszav Aréna                   | Fehéroroszország | 3 – 2    | Mexikó   | barátságos | 0      |         |
|        | Összesen            |                                            |                  | 3        | mérkőzés |            | 0      | gól     |